# Monumento ai caduti (Tocco da Casauria)
Il monumento ai Caduti è una statua in bronzo su base in travertino realizzata da Torquato Tamagnini posta in largo Enrico Berlinguer a Tocco da Casauria. Il monumento risale al 1923 ed è stato eretto in onore dei caduti toccolani nella prima guerra mondiale. Dall'ottobre 1960 è dedicato anche ai caduti dalle guerre italiane combattute dal 1935 al 1945.

## Storia

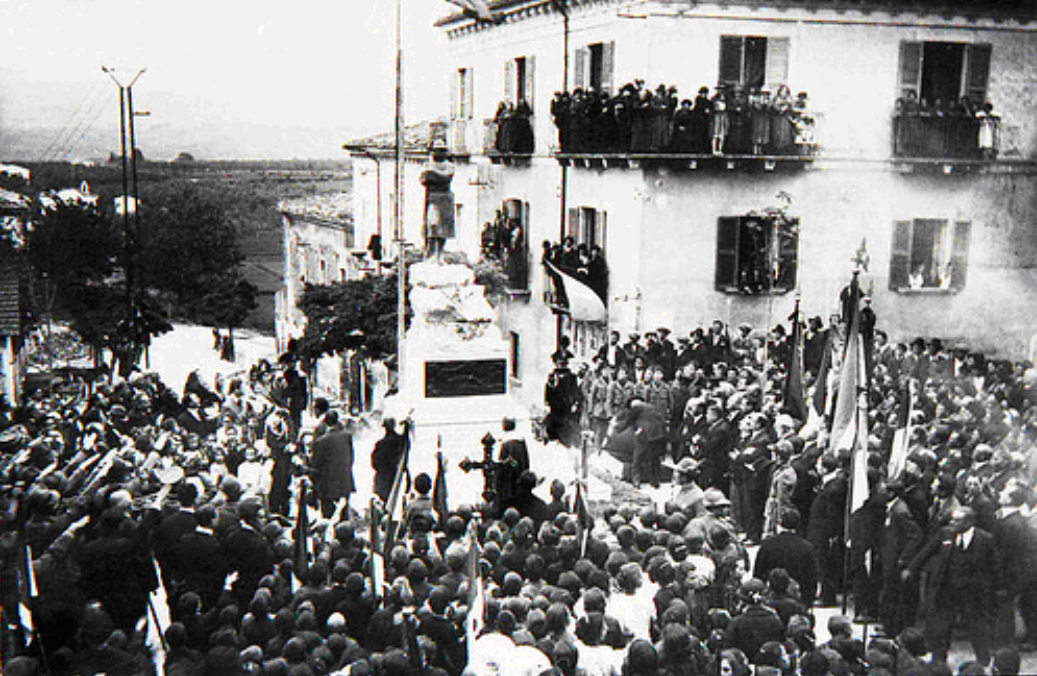
Cerimonia di inaugurazione del monumento in epoca fascista nel 1923

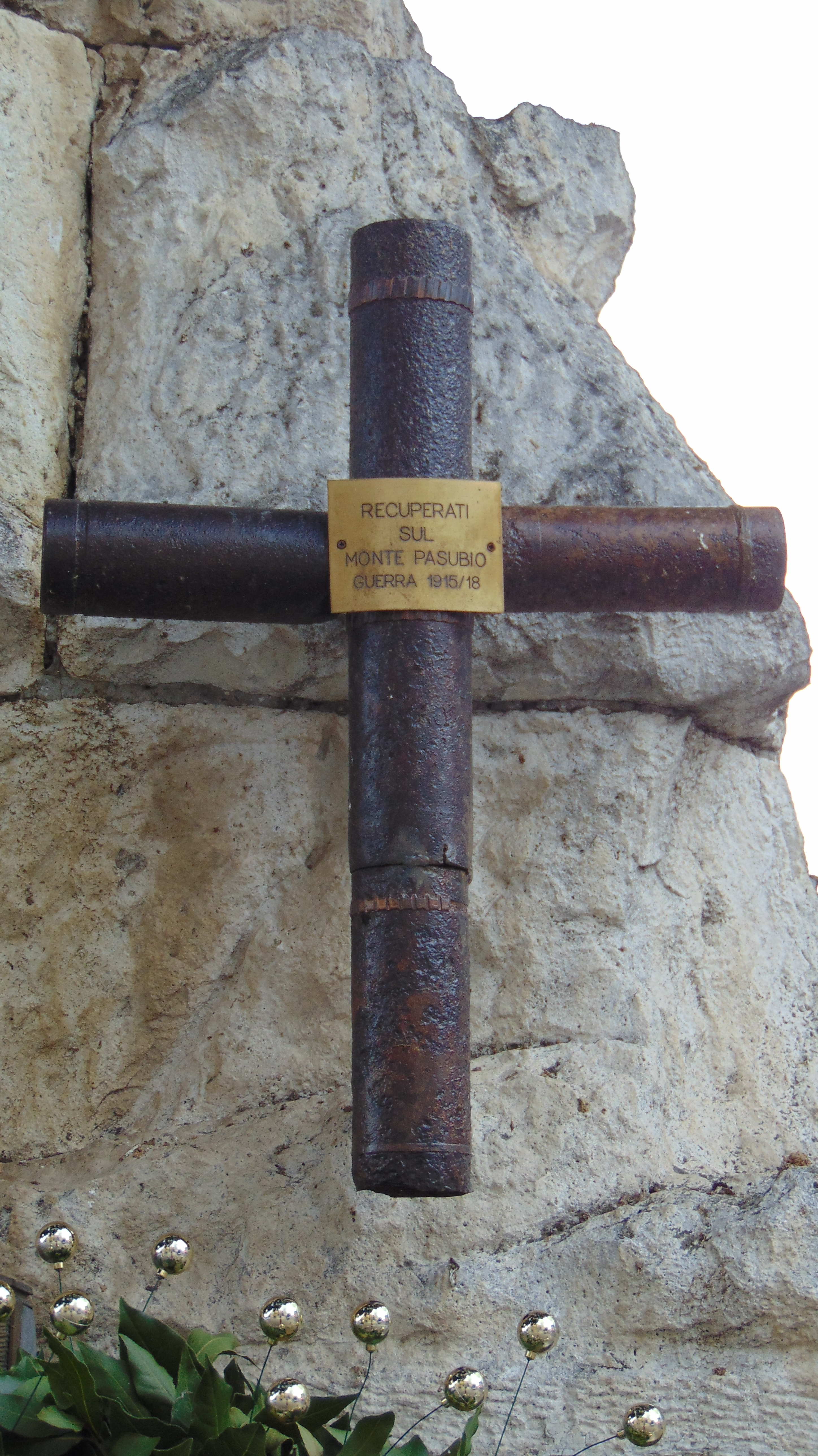
Croce latina costruita con bossoli d'artiglieria posta sul monumento

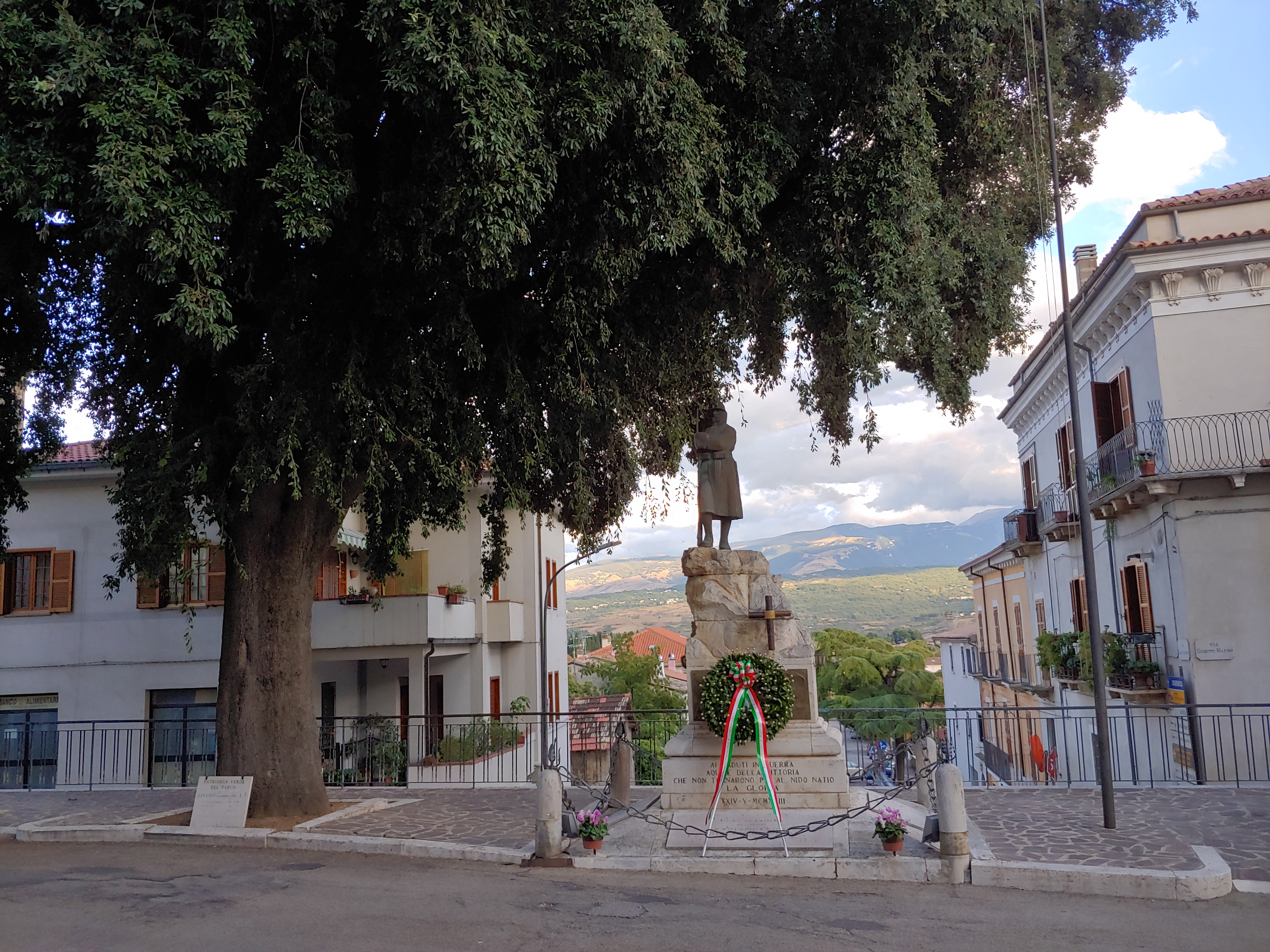
A sinistra del monumento è situato l'antico ed imponente leccio, mentre a destra si trova l'asta

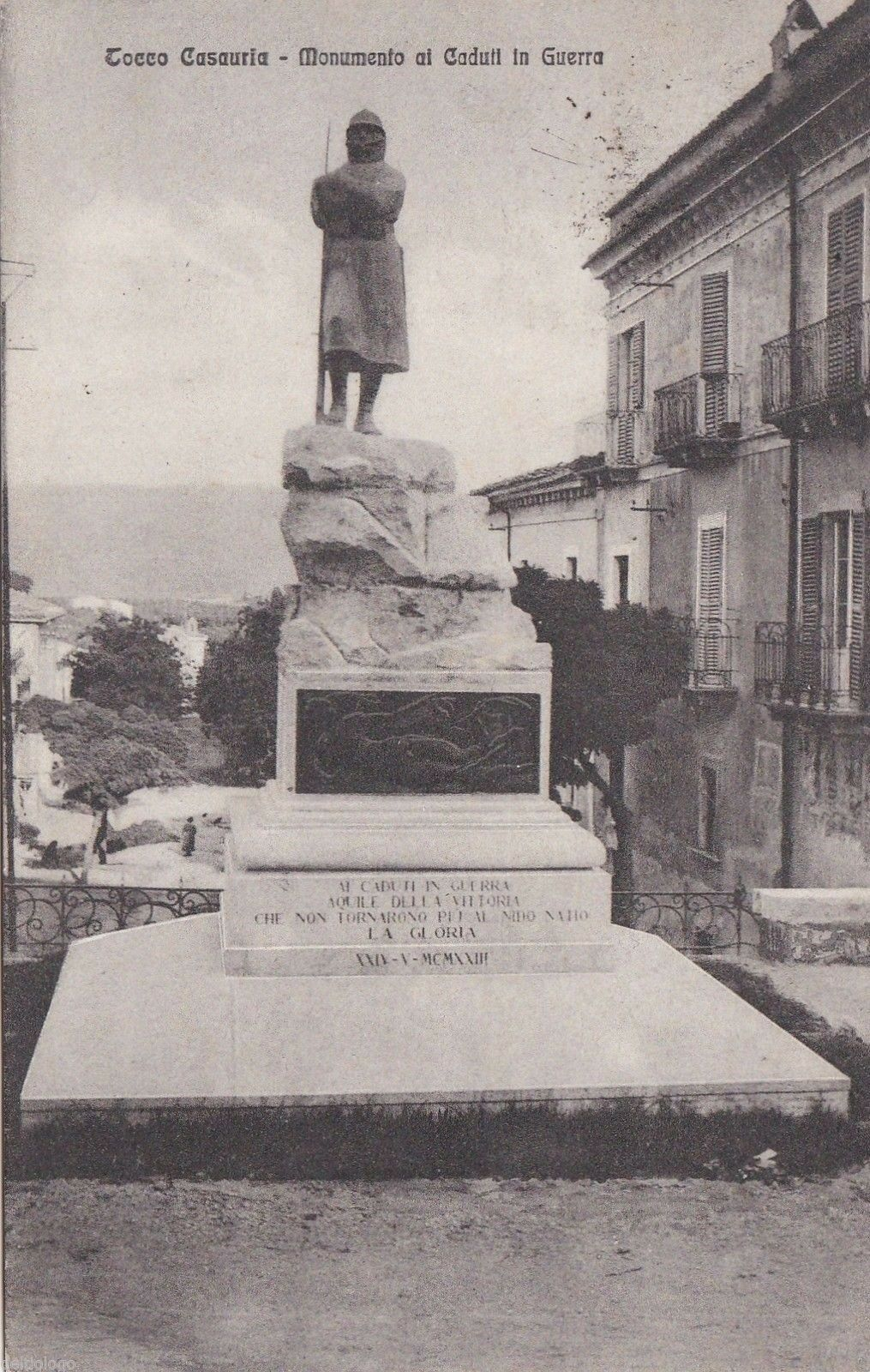
Monumento ai Caduti di Tocco da Casauria in una foto d'epoca

Il monumento ai caduti di Tocco da Casauria fu realizzato in epoca fascista, nel 1923, ad opera di Torquato Tamagnini. L'inaugurazione non avvenne il 24 maggio (giorno di ricorrenza dell'entrata in guerra dell'Italia nella prima guerra mondiale) come riportato sul monumento stesso, bensì il 20 maggio, poiché la si volle far coincidere con la festa del patrono locale, sant'Eustachio.
Nel 1930 fu piantato alla sinistra del monumento un albero di leccio che misura circa 15 metri d'altezza.
Successivamente, nell'ottobre 1960, il monumento fu dedicato anche ai caduti delle guerre dal 1935 al 1945 (quindi guerra d'Etiopia, guerra civile spagnola, invasione italiana dell'Albania e seconda guerra mondiale) con la posa, su tutti i lati della sua base piramidale, di targhe in pietra coi nomi dei caduti toccolani in quelle guerre.
In tempi ancora più recenti è stata aggiunta una croce latina composta da bossoli d'artiglieria risalenti alla prima guerra mondiale recuperati sul Pasubio.

## Descrizione
L'opera raffigura un fante vigile sentinella sui confini rocciosi della Patria, secondo un'iconografia diversa rispetto alle altre opere abruzzesi di Torquato Tamagnini. Si segnala, inoltre, l'originalità del bassorilievo visibile presso il basamento superiore, raffigurante un'allegoria della Patria quale personificazione della libertà. Si tratta di un'iconografia diffusasi in Italia dopo la Rivoluzione francese, a sua volta elaborata sulla simbologia dell'antica Repubblica romana.
La struttura del monumento presenta, dal basso, un tronco di piramide schiacciato su cui si imposta il basamento, a sua volta suddiviso in tre elementi. Si riconoscono, infatti, un piedistallo quadrangolare, sormontato da una cornice dai profili arrotondati; un secondo piedistallo, più stretto rispetto al primo, e, infine, una struttura a blocchi di travertino. Qui, la pietra, dall'aspetto grezzo, si compone secondo un andamento ascendente, tanto da ricordare una sorta di promontorio, sul quale si staglia la severa silhouette del soldato. Questi, realizzato in bronzo, è avvolto nel cappotto e scruta l'orizzonte, tenendo tra le mani il fucile con la baionetta montata.
I nomi dei caduti sono stati inseriti lungo tre lati del basamento (sinistra, retro, destra). Lungo i lati del monumento sono presenti complessivamente tre lampade (una per lato). Nella parte anteriore della base è presente anche una lapide per ricordare i caduti toccolani, militari e civili, durante le guerre combattute dall'Italia dal 1935 al 1940.
Lungo il lato anteriore, in ordine dall'alto al basso sono presenti:
1. Una croce latina fatta con bossoli d'artiglieria recuperati sul Pasubio, recante al centro una targhetta di metallo con la scritta:RECUPERATI SUL MONTE PASUBIO - GUERRA1915/18
2. Un bassorilievo in bronzo raffigurante un'allegoria della Patria quale personificazione della Libertà.
3. Una scritta scolpita nella pietra della base in travertino che recita: AI CADUTI IN GUERRA AQUILE DELLA VITTORIA CHE NON TORNARONO PIÙ AL NIDO NATIO - LA GLORIA -
XXIV – V- MCMXXIII
4. Una targa di pietra posata sulla base piramidale che dedica il monumento anche "ai caduti delle guerre 1935 - 1945" installata nell'ottobre 1960, essa recita:TOCCO DA CASAURIA AI CADUTI IN MARE CIELO E IN TERRA DELLE GUERRE DAL 1935 AL 1945 - OTTOBRE 1960

### Zona circostante
A destra del monumento è posta un'asta per bandiera mentre a sinistra un imponente ed antico albero di leccio che all'epoca dell'inaugurazione del monumento (1923) non era ancora presente, è stato piantato nell'anno 1930 circa. Alla base di tale albero, il giorno 4 dicembre 2015, è stata posta una targa in pietra che ne elenca dimensioni ed età (di allora); essa recita: PATRIARCA VERDE DEL PARCO - LECCIO (Quercus ilex L.) Circonferenza cm 320, Altezza mt 15, Età 85 anni Tocco Da Casauria, 4 - 12 - 2015

### Repliche
Il monumento era già stato ideato e realizzato nel 1921 nel comune di Sacrofano, nel Lazio, e la medesima figura della sentinella intabarrata fu replicata dal Tamagnini nella statua del monumento ai caduti inaugurato a Parenti, in Calabria, nel 1924 e nel 1927, a Calasetta, in Sardegna. Anche il bassorilievo raffigurante un'allegoria della Patria fu replicato altrove.